# Marsz Równości w Krakowie

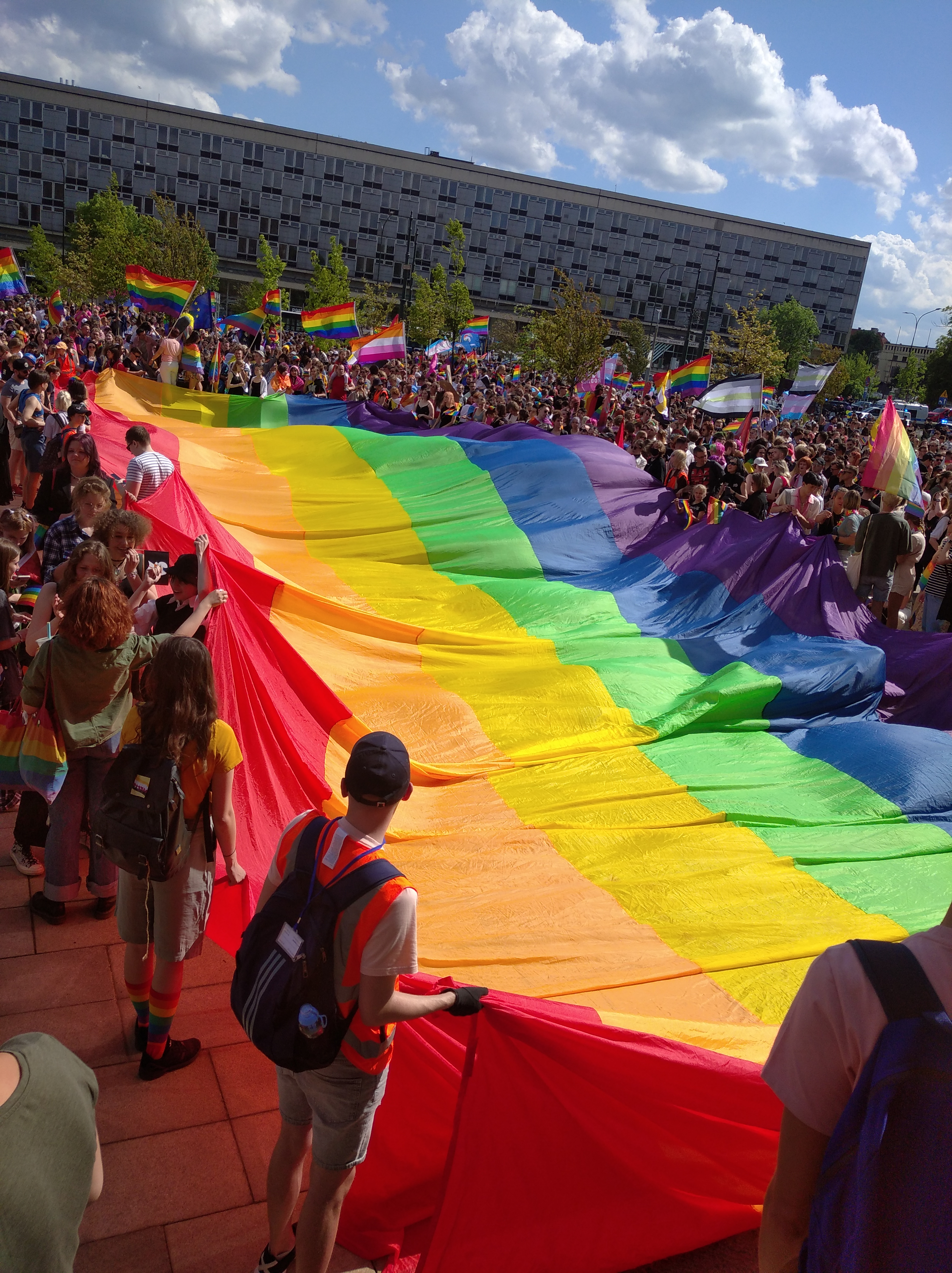
Tęczowa flaga rozpostarta na marszu równości w Krakowie 21 maja 2022

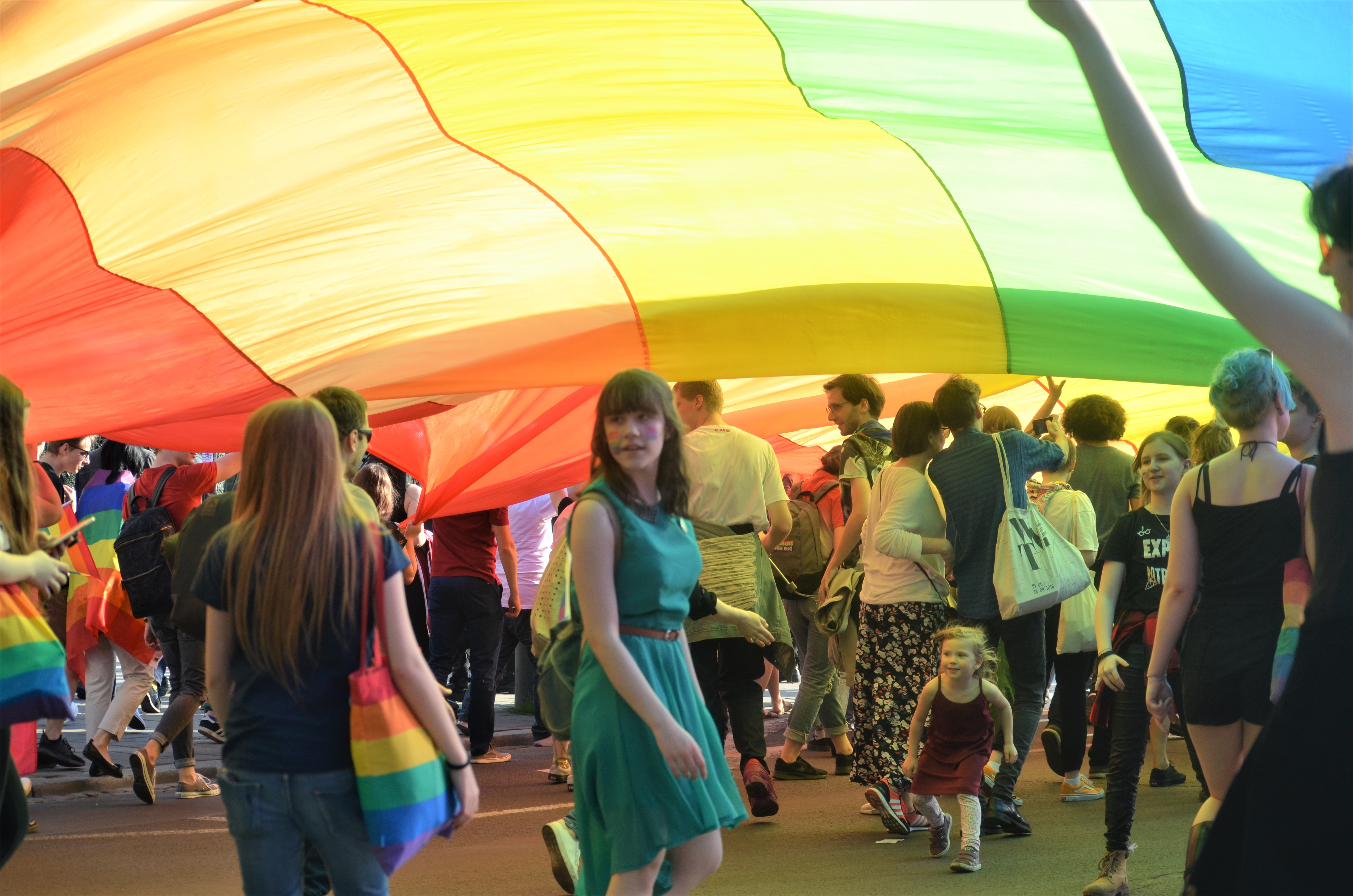
Marsz Równości w Krakowie, najdłuższa w Polsce tęczowa flaga (2019)

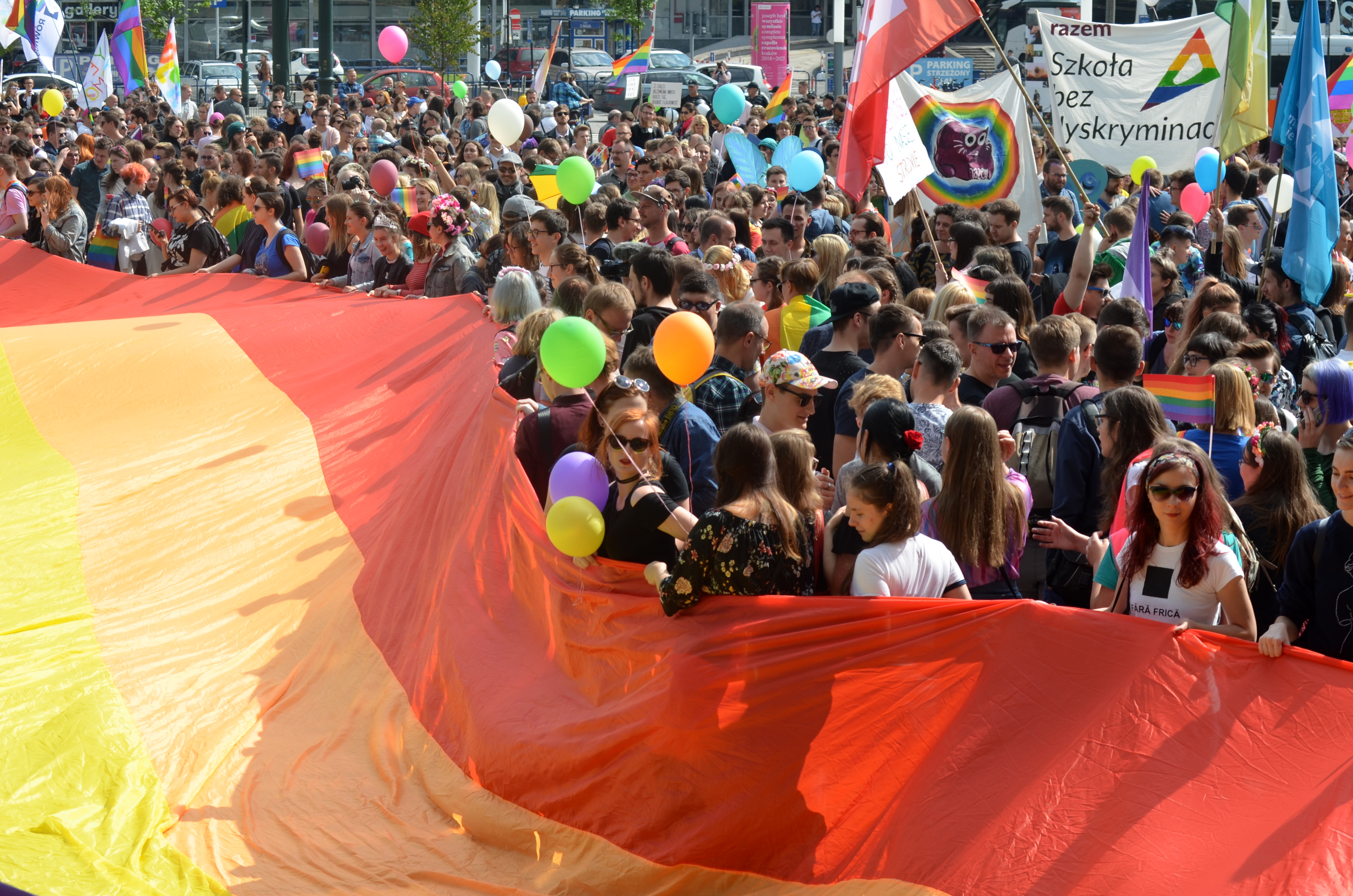
Marsz Równości w Krakowie, Aleja 3 Maja (2018)

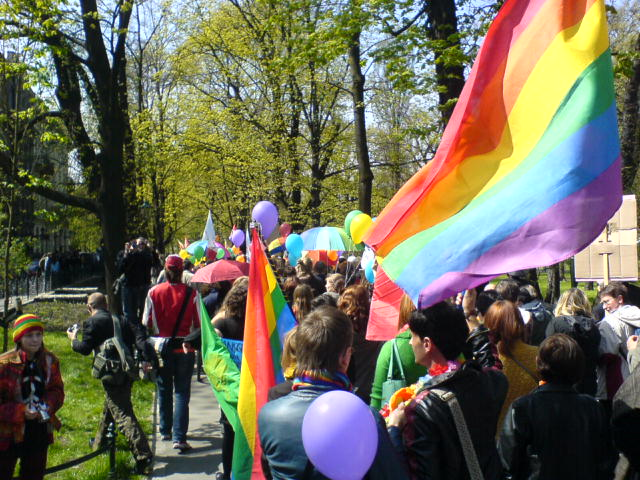
Pochód Marszu Tolerancji na Plantach

Marsz Równości w Krakowie – coroczna manifestacja w Krakowie w postaci przemarszu osób domagających się równouprawnienia mniejszości LGBT, sprzeciwiających się homofobii oraz dyskryminacji ze względu na tożsamość seksualną oraz płciową.
Do 2009 był organizowany w ramach corocznego Krakowskiego Festiwalu Kultury Gejowskiej i Lesbijskiej „Kultura dla Tolerancji” pod nazwą Marsz Tolerancji przez Fundację Kultura dla Tolerancji, wraz z innymi organizacjami działającymi na rzecz osób LGBT. Pierwszy pochód odbył się w maju 2004 roku. Wzięło w nim udział ok. 1200 osób. Od 2009 roku marsz organizowany jest przez nieformalny Komitet Organizacyjny festiwalu Queerowy Maj, skupiający działaczy oraz krakowskie organizacje LGBT. Od 2010 roku odbywa się pod nazwą Marsz Równości.

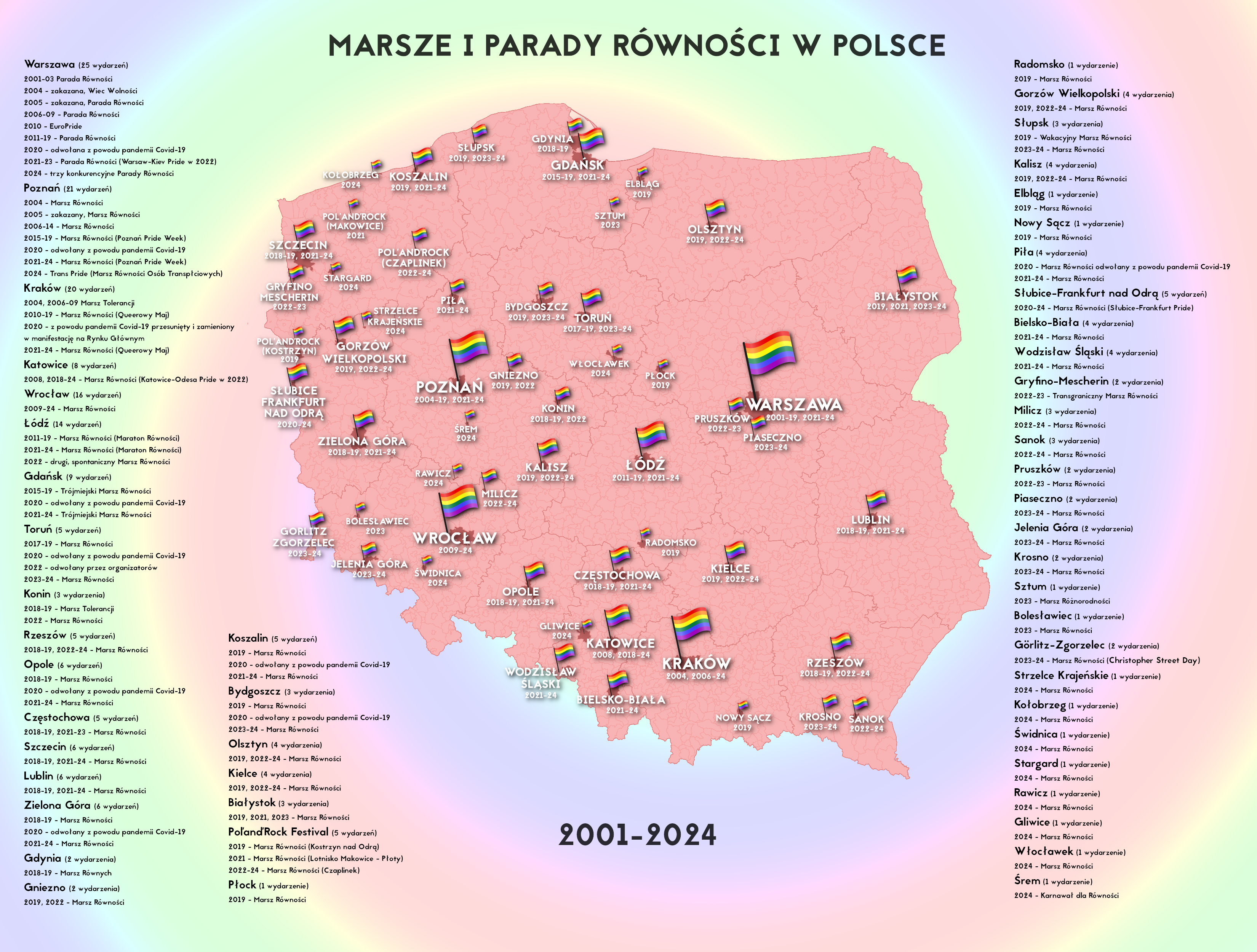
Marsz Równości w Krakowie w porównaniu z innymi Marszami Równości w Polsce

Marsz Równości od samego początku swojej działalności, na przestrzeni lat był kontestowany przez środowiska skrajnej prawicy, nacjonalistycznych skinheadów i pseudokibiców. Corocznie w dniu Marszu Równości organizowana była kontrmanifestacja Młodzieży Wszechpolskiej, niejednokrotnie agresywna wobec pokojowego pochodu środowisk LGBT oraz osób będących ich sojusznikami.

## Frekwencja
| Edycja | Data       | Liczba uczestników | Hasło                                |
| ------ | ---------- | ------------------ | ------------------------------------ |
| I      | 7.05.2004  | ok. 1200           |                                      |
| II     | 28.04.2006 | ok. 2000           |                                      |
| III    | 21.04.2007 | ok. 2000           |                                      |
| IV     | 26.04.2008 | ok. 1000           |                                      |
| V      | 16.05.2009 | ok. 800            |                                      |
| VI     | 15.05.2010 | ok. 400            |                                      |
| VII    | 21.05.2011 | ok. 400            |                                      |
| VIII   | 19.05.2012 | ok. 500            | „Różnorodność, solidarność, równość” |
| IX     | 18.05.2013 | ok. 400            |                                      |
| X      | 10.05.2014 | ok. 300            | „Równość z nieba nie spadnie”        |
| XI     | 16.05.2015 | ok. 400            |                                      |
| XII    | 14.05.2016 | ok. 1000           | „Nie ma równości bez solidarności”   |
| XIII   | 13.05.2017 | ok. 2500           | „Cała przyjemność po naszej stronie” |
| XIV    | 21.05.2018 | ok. 7000           |                                      |
| XV     | 15.05.2019 | ok. 10 000         |                                      |
| XVI    | 29.08.2020 |                    |                                      |
| XVII   | 14.08.2021 | ok. 5500           |                                      |
| XVIII  | 21.05.2022 | ok. 9000           |                                      |
| XIX    | 20.05.2023 | ok. 12 000         |                                      |
| XX     | 18.04.2024 |                    |                                      |
| XXI    | 17.04.2025 | ok. 5000           | "Kraków miastem queerów Polskich"    |

## Historia

### Marsz Tolerancji 2004
Pierwszy Marsz Tolerancji odbył się 7 maja 2004 roku. Oprócz samego marszu w ramach festiwalu miała miejsce konferencja naukowa zorganizowana przy współpracy Instytutu Socjologii Uniwersytetu Jagiellońskiego, wizyta w Państwowym Muzeum Auschwitz-Birkenau i złożenie tam hołdu homoseksualnym ofiarom nazizmu, a także pokazy filmów LGBT.
Na kilka tygodni przed rozpoczęciem, festiwalem zainteresowały się media. Niektóre prawicowe i ultrakonserwatywne organizacje usiłowały wywrzeć nacisk na rektora Uniwersytetu Jagiellońskiego Franciszka Ziejkę, a także na władze Krakowa w celu niedopuszczenia do planowanych wydarzeń, a zwłaszcza do Marszu Tolerancji. Sprawa stała się głośna nie tylko w Krakowie i w całej Polsce, ale także zagranicą. W kraju rozgorzała dyskusja na temat sytuacji osób LGBT, ich miejsca w społeczeństwie oraz ich prawa do korzystania z przestrzeni publicznej.
W samym marszu, który odbywał się pod hasłem „Zobaczcie nas”, wzięło według szacunków policji ok. 1200 osób. Manifestacja została zakłócona przez grupę pseudokibiców oraz sympatyków organizacji ultraprawicowych i nacjonalistycznych. Na uczestników Marszu poleciały jajka, kamienie i inne niebezpieczne przedmioty. Kilka osób zostało lekko rannych. Obrażenia odniósł także jeden z policjantów, po tym jak chuligani zdemolowali ogródki kawiarniane na Rynku Głównym i wdali się w walki z policją.
Wydarzenia z pokojowego Marszu Tolerancji, zaatakowanego przez prawicowych przeciwników, upamiętnia film „Tolerancja” w reżyserii obserwatorki tamtych wydarzeń Diany Voxerbrant.

### Marsz Tolerancji 2005
Ze względu na śmierć papieża Jana Pawła II i okres żałoby w Krakowie, organizatorzy zdecydowali o odwołaniu Marszu Tolerancji.

### Marsz Tolerancji 2006
W 2006 roku Marsz Tolerancji odbył się 28 kwietnia. W manifestacji wzięło udział ok. 2000 osób. Jednocześnie w tym samym dniu Młodzież Wszechpolska zorganizowała kontrmanifestację Marsz Tradycji i Kultury.
Marsz Tolerancji skrytykowała krakowska kuria. Rzecznik prasowy archidiecezji krakowskiej ks. dr Robert Nęcek powiedział: Z etycznego punktu widzenia nie można wyrazić aprobaty dla zachowań osób biorących udział w tzw. paradach równości. Podkreślił również, że tego typu parady są według kurii „niebezpieczną promocją homoseksualnego stylu życia”.
Marsz Tolerancji próbowało zakłócić kilkuset skinheadów i pseudokibiców, ale do konfrontacji nie dopuściła policja. Marsz ruszył spod Barbakanu, ale zamiast na Rynek Główny skierował się pod Wawel. Zaskoczeni uczestnicy Marszu Tradycji i Kultury, pseudokibice i narodowcy, m.in. z Narodowego Odrodzenia Polski oraz Obozu Narodowo-Radykalnego, ruszyli w pościg. Pod filharmonią Marsz Tolerancji został zaatakowany przez kilkuset chuliganów. Sygnałem do ataku był okrzyk: „Bij, kto w Boga wierzy!” zakomenderowany przez jednego z dowodzących skinheadami. Atak odparła policja. Od tamtej pory chuligani szli obok manifestantów i obrzucali ich wyzwiskami. Pod Wawelem próbowali zablokować przemarsz. Kiedy okazało się, że demonstracja okrąży Wawel bulwarami nad Wisłą, chuligani pobiegli na wzgórze zamkowe. Wyrwanymi z murów kamieniami ciskali w tłum.
Policja zatrzymała 11 najbardziej agresywnych chuliganów, kilkadziesiąt osób zostało ukaranych mandatami. Jedna uczestniczka Marszu Tolerancji została ranna poprzez uderzone kamieniem w głowę, kilka pozostałych osób odniosło niegroźne urazy.
23 maja 2007 Amnesty International w dorocznym raporcie na temat oceny przestrzegania praw człowieka w ok. 150 krajach zarzuciła Polsce nietolerancję w stosunku do mniejszości seksualnych. Jako jeden z przykładów zostało podane „nękanie uczestników kwietniowego Marszu Tolerancji w Krakowie przez członków Młodzieży Wszechpolskiej, mimo obecności policji”.

### Marsz Tolerancji 2007
Marsz Tolerancji odbył się w 21 kwietnia 2007 roku jako jeden z elementów programu Krakowskiego Festiwalu Kultury Gejowskiej i Lesbijskiej „Kultura dla Tolerancji” odbywającego się od 19 do 22 kwietnia. Według szacunków policji wzięło w nim udział ok. 2000 osób. Manifestanci z tęczowymi flagami i transparentami przeszli Plantami i ul. Grodzką, by następnie wejść na Rynek Główny.
Jednocześnie w tym samym dniu odbyła się kontrmanifestacja Młodzieży Wszechpolskiej Marsz Tradycji i Kultury, w którym wzięło udział około 300 osób w tym członkowie Narodowego Odrodzenia Polski oraz Obozu Narodowo-Radykalnego. Uczestnicy kontrmanifestacji starali się wielokrotnie zakłócić przebieg Marszu Tolerancji, rzucając w stronę demonstrujących jajkami i wznosząc homofobiczne okrzyki i transparenty oraz blokując trasę pochodu. Próbowali również podrzeć tęczowe flagi.
Dzięki działaniom policji nie doszło do konfrontacji między marszami. Przy ul. Grodzkiej w stronę osłaniających Marsz Tolerancji policjantów poleciały kamienie, jajka i kufle. Policja użyła gazu łzawiącego i zatrzymała kilka osób, które chciały zablokować przejście Marszu Tolerancji. Ogółem zatrzymano 13 najbardziej agresywnych uczestników kontrmanifestacji. Wśród nich było pięć osób nieletnich, w tym dwóch 16-latków, przy których znaleziono materiały pirotechniczne.
Marsz Tolerancji poprzedziła kampania plakatowa zachęcająca mieszkańców Krakowa do udziału w pochodzie. Jednocześnie swoje plakaty „Stop Dewiacji”, z obraźliwymi hasłami wobec osób homoseksualnych, zachęcające mieszkańców do protestu wobec organizowanego Marszu Tolerancji rozwiesiło „Stowarzyszenie Kultury Chrześcijańskiej im ks. Piotra Skargi”. Również swoje plakaty nawołujące do protestu wobec Marszu Tolerancji próbowali rozwieszać działacze LPR i Młodzieży Wszechpolskiej, za które prokuratura postawiła zarzuty rozpowszechniania twardej pornografii. Zatrzymano 5 osób. Dodatkowo w samochodzie rozwieszających plakaty przeciwko Marszowi Tolerancji znaleziono broń gazową, dwa noże, karabinek pneumatyczny oraz drewnianą pałkę. Jedna z zatrzymanych osób, ówczesny przewodniczący Młodzieży Wszechpolskiej w Krakowie Maksymilian G., został skazany 23 lipca 2007 roku na dwa lata pozbawienia wolności w zawieszeniu na pięć lat, 2,2 tys. zł grzywny oraz zwrot kosztów sądowych.

### Marsz Tolerancji 2008
Marsz Tolerancji, jako jeden z podpunktów programu Festiwalu Kultura dla Tolerancji odbył się 26 kwietnia 2008 roku. Kolorowy tłum uczestników zebrał się na Placu Matejki, stąd Plantami wzdłuż ulic Basztowej i Westerplatte przeszedł na Rynek Główny. W większości uczestnikami marszu byli ludzie młodzi. Były też osoby z Wielkiej Brytanii, Niemiec, Czech, Belgii i Francji. Widać było tęczowe flagi i transparenty z hasłami: Moja córka jest lesbijką, Seksualizm radykalność rewolucja, Co dwie matki to nie jedna, Co dwóch ojców to nie jeden, Racjonaliści dla wolności nie tylko seksualnej, Tęczowa rodzina – szczęśliwa rodzina, Każdemu wolno kochać, Każdy inny-wszyscy równi, Żyć we własnej skórze, Miłość nie zna płci, Precz z faszyzmem!, kaczyzm stop, promuję homoseksualizm. Grupa studentek krakowskiej szkoły teatralnej przebrała się za bohaterów dziecięcych bajek, aby zamanifestować problem barier przed ujawnianiem orientacji homoseksualnej. Jedna z uczestniczek była przebrana za szpiega z Krainy Deszczowców z transparentem Jak długo mam się jeszcze ukrywać?, inna za kangurzycę z hasłem A co jeśli moje maleństwo będzie dyskryminowane?, jeszcze inna za pszczółkę Maję z hasłem nie mówcie mi, jak mam bzykać.
W oświadczeniu dla mediów prezes Fundacji Kultura dla Tolerancji Samuel Nowak powiedział: Marsz Tolerancji ma być forum obywatelskim, gdzie wszyscy opowiadamy się za pewnym modelem społecznym, który akceptuje różnorodność, jest otwarty na inność. Chodzi nam o takie społeczeństwo, w którym każdy może znaleźć swoje miejsce. Robimy ten marsz w ramach festiwalu kultury gejowsko-lesbijskiej, ale chodzi o stworzenie takiej platformy społecznej, gdzie każdy może wyrazić swoją inność, być sobą. Przedstawiciele Fundacji „Kultura dla Tolerancji” złożyli kwiaty na grobie Nieznanego Żołnierza, położonym na tym samym placu.
Pochodowi towarzyszyli kontrmanifestanci. Przy Barbakanie pochód uczestników Marszu Tolerancji przywitali obraźliwymi okrzykami ogoleni na łyso młodzi ludzie: Pederaści, lesby, geje, cała polska z was się śmieje. Niektórzy rzucali w tłum petardami i jajkami. W odpowiedzi uczestnicy marszu skandowali do nich: Kochamy was, Chodźcie z nami, Tu jest Polska, Homofobia da się leczyć. Dzięki zdecydowanej interwencji policji udało się odizolować agresywnych kontrmanifestantów.
Gdy Marsz Tolerancji dotarł na Rynek, jego uczestnicy wypuścili w górę kilkaset kolorowych baloników. Wówczas w stronę uczestników marszu oraz ochraniającej ich policji poleciały jajka i butelki rzucane przez kontrmanifestantów. Jednocześnie grupy przeciwników skandowały obraźliwe hasła: Kto nie skacze jest pedałem, podskakując przy tym w górę, zaś działacze NOPu skandowali: Każdy to powie, nie chcemy gejów w Krakowie, a także próbowali przedrzeć się przez kordon policji ochraniający uczestników parady, doszło do przepychanek z policją.
Marsz zakończył się po godzinie 13. Uczestnicy spokojnie rozeszli się do domów.
W tym samym dniu miały miejsce na Rynku Głównym dwie zorganizowane kontrmanifestacje: pikieta Młodzieży Wszechpolskiej oraz nielegalny marsz Narodowego Odrodzenia Polski, którego uczestnicy skandowali: Każdy to powie nie chcemy gejów w Krakowie, Śmierć pedałom, Narodowy radykalizm, Zrobimy z wami to co Hitler z Żydami. Jednym z kontrmanifestantów był sedewakantysta ks. Rafał Trytek, który w swojej wypowiedzi dla dziennikarki stwierdził m.in. Jeszcze w średniowieczu ludzi o takich skłonnościach palono na stosach (...). Może to akurat nie na te czasy i może jeszcze powrócimy do tych wspaniałych czasów i jeszcze i tych ludzi będzie się palić na stosach, miejmy nadzieję. Policja zatrzymała i legitymowała kontrmanifestantów. Rzecznik małopolskiej policji Dariusz Nowak zapewnił, że zarówno organizatorzy, jak i uczestnicy nielegalnej manifestacji poniosą konsekwencje.
Według szacunków policji w Marszu Tolerancji wzięło udział ok. 1000 osób (według różnych źródeł od 600 do 1000), przeciwników było około 400. Zatrzymano sześć osób (w tym jednego mężczyznę za czynną napaść na funkcjonariusza). Trzystu kontrmanifestantów zostało wylegitymowanych. Nikt z uczestników Marszu Tolerancji nie został poszkodowany.
Na około tydzień przed zapowiadanym Marszem Tolerancji Stowarzyszenie Kultury Chrześcijańskiej im ks. Piotra Skargi rozwiesiło kontrowersyjne plakaty w kilku większych miastach Polski. Nawoływały one do protestu pod tytułem Homoseksualne barbarzyństwo w Krakowie – Uwaga! 26 kwietnia znów przejdą ulicami Krakowa. W internecie pojawił się portal wzywający do nakręcania spirali nienawiści oraz kontrowersyjne wlepki m.in. z hasłem: Zapomnijcie o paradach – 26 kwietnia pokażemy kły. Sprawa została zgłoszona do prokuratury przez KPH oraz wykorzystana w monitoringu „Brunatna Księga” Stowarzyszenie „Nigdy Więcej”.
Marsz został potępiony przez krakowską Kurię metropolitarną Kościoła katolickiego, której rzecznik ks. Robert Nęcek nazwał przemarsz prowokacją i promocją homoseksualnego stylu życia, twierdząc, że zachowania promowane podczas marszu są wbrew tradycji religijnej i kulturalnej Krakowa i nie mieszczą się w kanonie przyjętych powszechnie norm.

### Marsz Tolerancji 2009
Piąty już Marsz Tolerancji, po raz pierwszy oddzielony od Festiwalu Kultura dla Tolerancji, miał miejsce 16 maja 2009 roku w ramach nowo powstałego Festiwalu Queerowy Maj.
Kilkaset osób ruszyło z Placu Wolnica, gdzie odbył się krótki wiec i przemówienia organizatorów, w wydłużonej trasie pochodu ulicami Krakowską, Stradom i Grodzką na Rynek Główny. Uczestnikom niosącym kolorowe baloniki i transparenty towarzyszył zespół samby ulicznej Samba Ka, sam marsz trwał ok. 90 minut i odbył się pod eskortą policji, dzięki czemu nie został zatrzymany przez kontr-manifestantów związanych z Narodowym Odrodzeniem Polski i Młodzieżą Wszechpolską. Wśród przeciwników Marszu policjanci zatrzymali 19 osób pod zarzutami szczególnie agresywnych napaści.
Marszowi towarzyszył festiwal Queerowy Maj w czasie którego odbyły się m.in. debaty na temat miejsca i roli mediów LGBTQ, sytuacji osób nieheteroseksualnych w szkole, pokazy filmów, wizyta w byłym obozie Auschwitz-Birkenau, warsztaty bezpieczniejszego seksu i historii LBTQ, imprezy sportowe (turniej bilardowy kobiet i mecz piłki kopanej kobiet) i klubowe. Szczególnym zainteresowaniem cieszyły się dyskusje panelowe z udziałem m.in. Anny Laszuk i Marzanny Pogorzelskiej oraz występ drag kings Da Boyz. Wśród współorganizatorów wydarzenia festiwalowe były UFA, Peweks, Lambda-Kraków, Fundacja Kultura dla Tolerancji, Polskie Stowarzyszenie Racjonalistów, Towarzystwo Interwencji Kryzysowej, Kampania Przeciw Homofobii – oddział krakowski, a swojego wsparcia udzieliło wiele prywatnych miejsc kultury.
Poza Narodowym Odrodzeniem Polski i Młodzieżą Wszechpolską swój protest wobec Marszu Tolerancji wyraził listownie rzecznik krakowskiej Kurii Kościoła katolickiego i dwudziestu dwóch senatorów RP (głównie PiS). Komitet Organizacyjny marszu wystosował także oświadczenie, w którym wyraził swój protest wobec homofobicznej polityki informacyjnej Telewizji Polskiej S.A.

### Marsz Równości 2010
Manifestacja odbyła się sobotę 15 maja 2010 r. pod zmienioną nazwą. Marsz stanowił częścią festiwalu kultury LGBT „Queerowy Maj” odbywającego się w tych dniach w Krakowie. Wzięło w nim udział około 400 uczestników.
Decyzję zmiany nazwy organizatorzy uzasadniają potrzebą lepszego oddania idei Marszu i działań ruchu LGBT w Polsce.

### Marsz Równości 2011
Marsz odbył się 21 maja, według szacunków policji wzięło w nim udział ok. 400 osób. na Rynku kontrmanifestację zorganizowało Narodowe Odrodzenie Polski, którego członkowie zaatakowali policję – zostało zatrzymanych 14 osób.

### Marsz Równości 2012
19 maja ulicami Krakowa po raz kolejny przeszedł Marsz Równości, tym razem głównym hasłem marszu było „Różnorodność, solidarność, równość”. Marsz był częścią festiwalu Queerowy Maj, który trwał od 17 do 21 maja.

### Marsz Równości 2013
Marsz był jednym z punktów piątej edycji festiwalu Queerowy Maj. Przeszedł ulicami Krakowa 18 maja pod hasłem „Wszyscy jesteśmy homo”. Przez sześć dni festiwalu mieszkanki i mieszkańcy Krakowa mieli okazję wziąć udział m.in. w debatach, spotkaniach, warsztatach, wykładach, pokazach filmowych, imprezach, wystawach oraz w tęczowym pikniku na Błoniach.

### Marsz Równości 2014
Tradycyjnie już Marsz odbył się w ramach festiwalu Queerowy Maj. Przeszedł ulicami Krakowa 10 maja pod hasłem „Równość z nieba nie spadnie”. Organizatorzy i organizatorki Festiwalu oraz Marszu chcieli zachęcić przede wszystkim samą społeczność LGBTQ oraz sojuszników do aktywnej walki o równość w Polsce.

### Marsz Równości 2015
2015 był dla krakowskiego Marszu Równości momentem symboicznego przebudzenia. Wydarzenie, które odbyło się 16 maja, zgromadziło kilkaset osób, a jego hasło "Nazywam się dwa miliony" miało przypominać, że społeczność LGBT+ w Polsce nie jest marginesem, lecz realną częścią społeczeństwa. Pomimo obecności kontrmanifestów, marsz  przeszedł spokojnie, a jego przekaz opierał się na prostych wartościach: widoczności, szacunku i godności.

### Marsz Równości 2016
W 2016 roku manifestacja rozrosła się liczebnie i ideowo. Marsz odbył się w maju pod hasłem "Nie ma równości bez solidarności", łącząc walkę o prawa mniejszości seksualnych z szerszym kontekstem społecznym. Obecność około tysiąca osób świadczyła o rosnącej odwadze i determinacji środowisk quennerowych w Krakowie, mimo że na ulicach pojawiały się jeszcze liczne kontrgłosy.

### Marsz Równości 2017
Rok 2017 przyniósł nie tylko wzrost frekwencji, ale też nowy, nieco bardziej ironiczny ton. Pod hasłem "Całą przyjemność po naszej stronie" uczestnicy przeszli ulicami miasta, celebrując radość z bycia sobą. Pochód liczył już kilka tysięcy osób, a choć nie obyło się bez obecności środowisk nacjonalistycznych, to klimat wydarzenia był coraz bardziej afirmacyjny i kolorowy.

### Marsz Równości 2018
2018 był przełomem - krakowski marsz zaczął przypominać wielkomiejskie parady w stylu zachodnim. kolorowe flagi, transparenty, muzyka i wyraźna obecność młodych ludzi uczyniły z niego nie tylko protest, ale i święto tożsamości. Nie zanotowano jednego dominującego hasła, ale ton był wyraźny: miasto ma być otwarte, różnorodne i bezpieczne dla wszystkich. Frekwencja sięgała kilku tysięcy osób.

### Marsz Równości 2019
w 2019 roku manifestacja miała jeszcze większy rozmach. Marsz przeszedł bez większych incydentów, a liczba uczestników wzrosła do około 10000 osób. Na transparentach pojawiały się hasła wyśmiewające konserwatywny język polityków, ale też pozytywne slogany nawołujące do miłości i wzajemnego zrozumienia. Atmosfera była entuzjastyczna, a miasto po raz pierwszy zaczęło traktować to wydarzenie jak integralną część krakowskiego kalendarza społecznego.

### Marsz Równości 2020
2020 rok, naznaczony pandemią nieco wyciszył marszowe nastroje. Wydarzenie przeniesiono na koniec sierpnia i odbyło się w bardziej kameralnej formule. Choć liczba uczestników była mniejsza niż w poprzednich latach, obecność symboliczna - maseczki z tęczami, dystans społeczny i cisza w miejscu krzyku - niosła nową jakość: marsz jako gest wytrwałości i nadziei

### Marsz Równości 2021
W 2021 roku Marsz Równości wrócił do pełnej formy. Pod hasłem "Zaczerpnąć tchu" uczestnicy przeszli przez Kraków jako wspólnota, która przetrwała trudny pandemiczny okres. To był marsz regeneracji i delikatnego optymizmu - pokazujący, że mimo politycznych napięć, queerowa społeczność jest trwałą i dojrzałą częścią miejskiego krajobrazu.

### Marsz Równości 2022
Rok 2022 przyniósł silne emocje - liczna uczestników sięgnęła około 9000, z wydarzenie było zorganizowane z rozmachem i koordynacją. Transparenty pełne były odniesień do wojny w Ukrainie, sytuacji społecznej w Polsce i nieustannej walki o prawo do bycia sobą. Kraków nie był już tylko "tolerancyjny" - dla wielu stał się miejscem afirmacji.

### Marsz Równości 2023
W 2023 roku padł rekord frekwencji. na XIX Marszu Równości pojawiło się około 12000 osób. Hasła niosły się przez całe miasto - "Przeciw wykluczeniu" było jednym z głównych. Pochód miał charakter nie tylko radosny, ale też zdecydowanie polityczny. Marsz był rekreacją na klimat społeczny, nastroje konserwatywne i narracje wykluczające - i jednocześnie dowodem ogromnej mobilizacji społecznej.

### Marsz Równości 2024
2024 był rokiem jubileuszowym - krakowski Marsz Eówności obchodził swoje 20-lecie. Wydarzenie odbyło się 18 maja i zgromadziło  kilka tysięcy osób. choć nie pojawiło się jedno głośne hasło, cała idea skupiała się na powrocie do korzeni i wspólnoty: celebrowaniu natury, odpoczynku, wzmacnianiu więzi. Marsz był spokojny, a po raz pierwszy oficjalnie uczestniczył w nim prezydent miasta, co podkreślało instytucjonalną akceptacje wydarzenia.

### Marsz Równości 2025
w 2025 roku Marsz Równości odbył się 17 maja pod wyrazistym i historycznie osadzonym  hasłem "Kraków Miastem Queerów Polskich". Pochód przeszedł przez centrum miasta w deszczowej aurze ale nie odstraszyło to około 5000 uczestników. po raz drugi z rzędu wziął w nim udział prezydent Krakowa, podkreślając, że równość to nie tylko idea obywatelska, ale konkretna polityka miejska. Hasła, które niosły osoby uczestniczące, łączyły humor, bunt i dumę - od klasycznych transparentów po odniesienia do aktualnej polityki i historii queerowej w Polsce.